# 7 tháng 2
Ngày 7 tháng 2 là ngày thứ 38 trong lịch Gregory. Còn 327 ngày trong năm (328 ngày trong năm nhuận).

## Sự kiện
- 199 – Quân của Tào Tháo và Lưu Bị chiếm được thành Hạ Bì, bắt giữ Lã Bố trên Bạch Môn lâu rồi thắt cổ giết chết, tức ngày Quý Dậu (24) tháng 12 năm Mậu Dần.
- 457 – Leo I trở thành hoàng đế của Đông La Mã.
- 934 – Hậu Đường Mẫn Đế Lý Tòng Hậu phong tước Nam Bình vương cho Cao Tòng Hối và phong tước Sở vương cho Mã Hy Phạm, tức Nhâm Thìn (21) tháng 1 năm Giáp Ngọ.
- 1418 – Khởi nghĩa Lam Sơn chính thức phát động với mục đích lật đổ nền thống trị của triều Minh tại Giao Chỉ, tái lập nước Đại Việt, tức ngày 2 tháng 1 năm Mậu Tuất.
- 1435 – Thái tử Chu Kỳ Trấn tức hoàng đế vị khi mới 8 tuổi, tức Minh Anh Tông, tức ngày Nhâm Ngọ (10) tháng 1 năm Ất Mão.
- 1807 – Chiến tranh Liên minh thứ tư: Bắt đầu Trận Eylau giữa Pháp với liên quân Nga-Phổ.
- 1855 – Hiệp ước Shimoda được ký kết giữa Nhật Bản và Nga, tức ngày 21 tháng 12 năm Giáp Dần.
- 1914 – Phim Kid Auto Races at Venice được phát hành, nhân vật "Charlot" của diễn viên hài kịch Charlie Chaplin xuất hiện lần đầu tiên.
- 1915 – Chiến tranh thế giới thứ nhất: Trận hồ Masuren lần thứ hai bắt đầu.
- 1940 – Phim hoạt hình Pinocchio của Walt Disney được công chiếu.
- 1943 – Chiến tranh thế giới thứ hai: Chiến dịch Ke kết thúc với việc quân đội Nhật Bản triệt thoái thành công khỏi đảo Guadalcanal.
- 1962 – Hoa Kỳ cấm mọi hoạt động xuất nhập khẩu đối với Cuba.
- 1964 – The Beatles lần đầu tiên đặt chân đến Mỹ. Sự xuất hiện của họ 2 ngày sau đó trên chương trình The Ed Sullivan Show đã khởi đầu cho "Cuộc xâm lăng của nước Anh".
- 1965 – Chiến tranh Việt Nam: Trận Dương Liễu - Đèo Nhông bắt đầu
- 1966 – Buổi phát hình đầu tiên lúc 19 giờ của Đài Truyền hình Việt Nam (Việt Nam Cộng hòa) và cũng là buổi phát hình đầu tiên trên toàn cõi Việt Nam.
- 1968 – Chiến tranh Việt Nam: Trận Làng Vây kết thúc với thắng lợi của Quân đội Nhân dân Việt Nam.
- 1974 – Grenada giành độc lập từ Anh Quốc.
- 1979 – Sao Diêm Vương di chuyển cắt ngang quỹ đạo Sao Hải Vương lần đầu tiên kể từ khi cả hai được phát hiện.
- 1990 – Liên Xô tan rã: Ban Chấp hành Trung ương của Đảng Cộng sản Liên Xô chấp thuận từ bỏ độc quyền về quyền lực.
- 1992 – Hiệp ước Maastricht được ký kết tại Hà Lan, hình thành nên Liên minh châu Âu.
- 1998 – Thế vận hội Mùa đông XVIII khai mạc tại Nagano, Nhật Bản.
- 1999 – NASA phóng tàu vũ trụ Stardust từ Trạm không quân Mũi Canaveral.
- 2009 – Cháy rừng tại Victoria khiến 173 người thiệt mạng, đây là thảm họa tự nhiên tồi tệ nhất trong lịch sử của Úc.
- 2012 – Tổng thống Mohamed Nasheed của Maldives từ chức sau các cuộc biểu tình chống chính phủ.

## Sinh
- 574 – Thánh Đức Thái tử của Nhật Bản, tức 1 tháng 1 năm Giáp Ngọ (m. 622)
- 1102 - Hoàng hậu Matilda, nữ chúa người Anh, Vương hậu Ý, Vương hậu Đức, Hoàng hậu La Mã Thần thánh
- 1478 – Thomas More, chính trị gia và tác gia người Anh (m. 1535)
- 1812 – Charles Dickens, tác gia người Anh Quốc (m. 1870)
- 1841 – Otto von Grone, tướng lĩnh người Đức (m. 1907)
- 1870 – Alfred Adler, nhà tâm lý học người Áo (m. 1937)
- 1885 – Sinclair Lewis, tác gia và nhà biên kịch người Mỹ, đoạt giải Nobel (m. 1951)
- 1885 – Hugo Sperrle, nguyên soái người Đức (m. 1953)
- 1889 – Harry Nyquist, kỹ sư người Mỹ (m. 1976)
- 1905 – Ulf von Euler, nhà sinh lý học người Thụy Điển, đoạt giải Nobel (m. 1983)
- 1906 – 
  - Ái Tân Giác La Phổ Nghi, hoàng đế của triều Thanh và Mãn Châu Quốc, tức ngày 14 tháng 1 năm Bính Ngọ (m. 1967)
  - Oleg Antonov, nhà thiết kế máy bay người Liên Xô, tức 25 tháng 1 theo lịch Julius (m. 1984)
- 1909 – Hélder Câmara, tổng giám mục người Brasil (m. 1999)
- 1914 – Ramón Mercader, nhà hoạt động người Tây Ban Nha (m. 1978)
- 1926 – Konstantin Feoktistov, kỹ sư và phi hành gia người Liên Xô và Nga (d. 2009)
- 1952 – Hoàng Nhuận Cầm, nhà thơ người Việt Nam
- 1954 – Dieter Bohlen, ca sĩ và nhà sản xuất âm nhạc người Đức (Modern Talking)
- 1967 – Trương Mẫn, diễn viên người Hồng Kông
- 1968 – Porntip Nakhirunkanok, Hoa hậu Hoàn vũ 1988
- 1970 – Fukuzawa Hirofumi, diễn viên người Nhật Bản
- 1971 – Anita Tsoy, ca sĩ người Nga
- 1978 – 
  - Ashton Kutcher, người mẫu, diễn viên, nhà sản xuất người Mỹ
  - Daniel Van Buyten, cầu thủ bóng đá người Bỉ
- 1979 – 
  - Nhật Tinh Anh, ca sĩ người Việt Nam
  - Tawakkul Karman, nhà hoạt động người Yemen, đoạt giải Nobel
- 1984 – Kavin Elroy Bryan, cầu thủ người Jamaica
- 1990 – 
  - Neil Etheridge, cầu thủ bóng đá người Anh Quốc-Philippines
  - Hoa Thần Vũ, ca sĩ người Trung Quốc
- 1994 – Kim Jin-hwan (ca sĩ), ca sĩ Hàn Quốc, thành viên nhóm nhạc iKON
- 1996 – Hagiwara Mai, ca sĩ người Nhật Bản

## Mất
- 199 – Lã Bố, tướng lĩnh Đông Hán, tức ngày Quý Dậu (24) tháng 12 năm Mậu Dần.
- 1691 – Nguyễn Phúc Thái, chúa Nguyễn thứ năm của Đàng Trong (s. 1650).
- 1799 – Ái Tân Giác La Hoằng Lịch, tức Càn Long Đế, hoàng đế triều Thanh, tức ngày Nhâm Tuất (3) tháng 1 năm Kỉ Mùi (s. 1711)
- 1878 – Giáo hoàng Piô IX (s. 1792)
- 1894 – Adolphe Sax, nhà thiết kế nhạc cụ người Bỉ (s. 1814)
- 1920 – Aleksandr Kolchak, đô đốc người Nga (s. 1874)
- 1933 – Konrad Ernst von Goßler, tướng lĩnh người Đức (s. 1848)
- 1960 – Igor Kurchatov, nhà vật lý học người Nga (s. 1903)
- 1979 – Josef Mengele, sĩ quan và bác sĩ người Đức (s. 1911)
- 1994 – Witold Lutosławski, nhà soạn nhạc và chỉ huy dàn nhạc người Ba Lan (s. 1913)
- 1999 – Hussein, quốc vương của Jordan (s. 1935)
- 2007 – Alan MacDiarmid, nhà hóa học người New Zealand, đoạt giải Nobel (s. 1927)
- 2024 – Akamatsu Ryōko, chính khách người Nhật Bản (s. 1929).[1]